# Nicolau Medina Ribas
Nicolau Medina Ribas (Madrid, 10 de março de 1832 — Porto, 3 de março de 1900) foi um compositor e violinista português. Foi o sétimo filho de João António Ribas e Teresa Emília Medina, foi membro de uma prolífica família de músicos. Tendo viajado para o Brasil, foi importante influência para o músico brasileiro Leopoldo Miguez.